# Marathon Rotterdam 2012

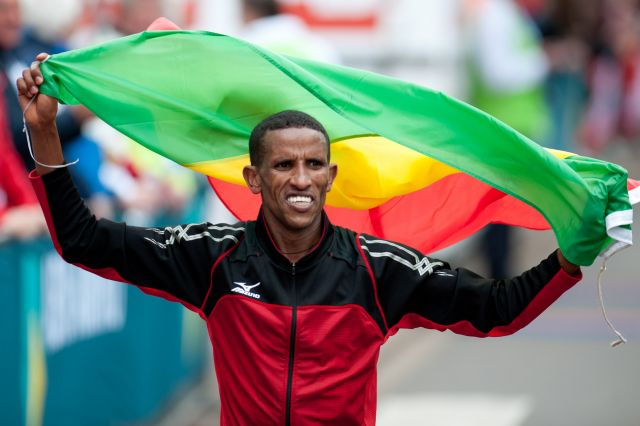
De winnaar

De ABN AMRO Marathon Rotterdam 2012 werd gelopen op zondag 15 april 2012. Het was de 32e editie van deze marathon. Naast de hele afstand was er ook een loop over 5 km en 10 km en diverse kinderlopen. De omstandigheden waren erg gunstig. Het was bewolkt, er waaide een matige wind en met 9 graden was het koel.
De Ethiopiër Yemane Tsegay kwam bij de mannen als eerste over de streep in 2:04.48. Hij bleef hiermee zijn landgenoot Getu Feleke slechts één seconde voor. De favoriet voor de eindoverwinning Moses Mosop uit Kenia eindigde als derde in 2:05.02. Bij de vrouwen streek de Ethiopische Tiki Gelana met de hoogste eer. Met een tijd van 2:18.57 verbeterde ze naast het parcoursrecord eveneens het Ethiopische record op de marathon. Ook de Italiaanse Valeria Straneo scherpte met 2:23.43 het Italiaanse record op de hele afstand aan.
De eerst aankomende Nederlander was Koen Raymaekers. Hij finishte met een tijd van 2:10.35 net boven de olympische limiet. Ook de Nederlandse Miranda Boonstra miste de olympische limiet op een haar en hoopte op coulantie van het NOC*NSF. Die kwam er overigens niet; NOC*NSF bleek ongevoelig voor de argumenten, welke door de Atletiekunie werden aangedragen ter ondersteuning van de voordracht voor de Olympische Spelen van Boonstra. Die werd dan ook afgewezen.
In totaal wisten 7541 deelnemers de marathon succesvol te volbrengen.

## Uitslagen

### Mannen
| rang   | naam                 | land | tijd    |
| ------ | -------------------- | ---- | ------- |
| Goud   | Yemane Tsegay        | ETH  | 2:04.48 |
| Zilver | Getu Feleke          | ETH  | 2:04.50 |
| Brons  | Moses Mosop          | KEN  | 2:05.03 |
| 4      | Stephen Kibet        | KEN  | 2:08.05 |
| 5      | Stephen Chemlany     | KEN  | 2:10.08 |
| 6      | Koen Raymaekers      | NED  | 2:10.35 |
| 7      | Dylan Wykes          | CAN  | 2:10.47 |
| 8      | Mariusz Gizynski     | POL  | 2:11.20 |
| 9      | Ignacio Cáceres      | ESP  | 2:11.58 |
| 10     | Rachid Kisri         | MAR  | 2:12.17 |
| 11     | Rob Watson           | CAN  | 2:13.37 |
| 12     | Juan Carlos Cardona  | COL  | 2:15.17 |
| 13     | Sergui Ciobanu       | MDA  | 2:15.27 |
| 14     | Jason Gutierrez      | COL  | 2:15.45 |
| 15     | Gezachw Yossef       | ISR  | 2:15.46 |
| 16     | Miguel Angel Gamonal | ESP  | 2:15.52 |
| 17     | Takuro Nakanishi     | JPN  | 2:16.19 |
| 18     | William Naranjo      | COL  | 2:16.27 |
| 19     | Jussi Utriainen      | FIN  | 2:16.35 |
| 20     | Robert Krebs         | GER  | 2:16.40 |

### Vrouwen
| rang   | naam             | land | tijd    |
| ------ | ---------------- | ---- | ------- |
| Goud   | Tiki Gelana      | ETH  | 2:18.58 |
| Zilver | Valeria Straneo  | ITA  | 2:23.44 |
| Brons  | Merima Hasen     | ETH  | 2:25.48 |
| 4      | Miranda Boonstra | NED  | 2:27.32 |
| 5      | Lanni Marchant   | CAN  | 2:31.51 |
| 6      | Heleen Plaatzer  | NED  | 2:31.51 |
| 7      | Krista Duchene   | CAN  | 2:32.06 |
| 8      | Wilma Arizapana  | PER  | 2:34.11 |
| 9      | Ivana Sekyrova   | CZE  | 2:34.23 |
| 10     | Yamna Oubouhou   | FRA  | 2:35.48 |

1981 ·
1982 ·
1983 ·
1984 ·
1985 ·
1986 ·
1987 ·
1988 ·
1989 ·
1990 ·
1991 ·
1992 ·
1993 ·
1994 ·
1995 ·
1996 ·
1997 ·
1998 ·
1999 ·
2000 ·
2001 ·
2002 ·
2003 ·
2004 ·
2005 ·
2006 ·
2007 ·
2008 ·
2009 ·
2010 ·
2011 ·
2012 ·
2013 ·
2014 ·
2015 ·
2016 ·
2017 ·
2018 ·
2019 ·
2020 ·
2021 ·
2022 ·
2023 ·
2024